# 甲基环戊烷
甲基环戊烷是一种有机化合物，化学式为C5H9CH3，是环戊烷的单甲基衍生物，常温常压下为无色液体，易燃，有微弱臭味。